# Yanchi Xiang
Yanchi Xiang (kinesiska: 盐池乡, 盐池) är en socken i Kina. Den ligger i den autonoma regionen Xinjiang, i den nordvästra delen av landet, omkring 540 kilometer öster om regionhuvudstaden Ürümqi. Antalet invånare är 3 966. Befolkningen består av 1 947 kvinnor och 2 019 män. Barn under 15 år utgör 19,0 %, vuxna 15-64 år 74 %, och äldre över 65 år 5,0 %.
Genomsnittlig årsnederbörd är 709 millimeter. Den regnigaste månaden är juni, med i genomsnitt 208 mm nederbörd, och den torraste är mars, med 2 mm nederbörd.